# 公子地
公子地（？—？），子姓，名地，是宋元公的儿子，宋景公的弟弟，母弟辰、公子褍秦的哥哥。 

## 为质
宋元公不讲信用、私心很多，又讨厌华氏和向氏。华定、华亥和向宁策划说：“逃亡比死强，先下手吗？”华亥假装有病，以引诱公子们，凡是公子去探病，就扣押起来。前522年夏季六月初九，公子寅、公子御戎、公子朱、公子固、公孙援、公孙丁被杀，向胜、向行被囚禁在谷仓里。宋元公去华氏那里请求和解，华氏不答应，反而趁机劫持了宋元公。六月十六日，华氏将太子栾和母弟辰、公子地作为人质，宋元公则将华亥的儿子无慼、向宁的儿子罗、华定的儿子启作为人质，与华氏结盟。
华亥和他的妻子一定要盥洗干净，伺候作为人质的三位公子吃完饭以后才吃饭。宋元公和夫人每天一定到华氏那里，让公子们吃完以后才回去。华亥担心这种情况，想要让公子们回去。向宁说：“正因为国君没有信用，所以把他的儿子们作为人质。如果又让他们回去，我们离死就不远了。”宋元公向大司马华费遂请求，准备攻打华氏。华费遂回答说：“下臣不敢爱惜一死，但这样恐怕是想要除掉忧虑反而滋长忧虑吧！下臣因此害怕，怎敢不听命令？”宋元公说：“孩子们死了是命中注定，我不能忍受让他们受耻辱。”冬季十月，宋元公杀了华氏、向氏的人质而攻打这两家。十月十三日，华氏、向氏逃亡到陈国，华登逃亡到吴国。向宁想要杀死太子，华亥说：“触犯了国君而出逃，又杀死他的儿子，还有谁接纳我们？而且放他们回去有功劳。”华亥派庶兄少司寇华牼带着公子们回去，说：“您的年岁大了，不能再事奉别人。用三个公子作为证明，一定可以免罪。”公子们进入国都，宋元公说知道华牼没罪，恢复了他的官职。

## 出奔
前500年，公子地把家产分成十一份，给了宠信的蘧富猎五份。公子地有四匹白马，宋景公宠信的向魋想要这四匹马。宋景公把马牵来，在马尾、马鬣上涂上红颜色给向魋。公子地生气，派手下人打了向魋一顿并夺回马匹。向魋害怕，准备逃走，宋景公关上门对向魋哭泣，眼睛都哭肿了。母弟辰对公子地说：“您把家产分给蘧富猎，而惟独看不起向魋，这也是不公平的。您平日对国君有礼，至多不过出国，国君必挽留您。”公子地出奔陈国，宋景公没有挽留他。母弟辰为公子地请求，宋景公不听。母弟辰说：“是我欺骗了我哥哥。我领着国人出国，国君和谁处在一起？”冬季，母弟辰和仲佗、石彄逃亡到陈国。

## 叛变
前499年春季，母弟辰和仲佗、石彄、公子地进入萧地而叛变。秋季，乐大心跟着叛变，大大地成为宋国的祸患。